# Rocamadour (queso)
Rocamadour es un queso francés proveniente de la región Mediodía-Pirineos, departamento del Lot. Se elabora con leche cruda de cabra. También puede aparecer escrito Cabécou de Rocamadour, siendo «cabécou» (literalmente, cabrito), un nombre genérico en languedociano para cierto tipo de quesos de cabra del que el más famoso es el Rocamadour. Se beneficia de una AOC desde 1996. Fue reconocida como DOP por el Reglamento (CE) n.º 38/1999 de la Comisión Europea de 8 de enero de 1999  En diciembre de 2007 se publicó la solicitud de modificación de método de obtención y etiquetado de la DOP.

## Historia
La zona geográfica de la AOC Rocamadour proviene de las Causses de la antigua provincia de Quercy y Périgord, caracterizada por el terreno árido, de piedra caliza, cortada por los valles del Lot y de la Dordoña. Su denominación está vinculada con uno de los primeros destinos turísticos de Francia, el pueblo de Rocamadour, lugar religioso construido en los acantilados, en el Camino de Santiago de Compostela. Los quesos de Rocamadour se mencionan en un documento de 1451 entre el señor de aquel entonces, que era el obispo de Évreux, y sus vasallos. Más recientemente, en 1913, el presidente Poincaré lo probó en una cena dada en su honor en Cahors. 

## Denominación de origen
En 1996 obtuvo el reconocimiento AOC, momento a partir del cual se dejó de hablar del cabécou de Rocamadour para conocerse, simplemente, como Rocamadour, nombre específico. El 8 de enero de 1999 obtuvo su reconocimiento como DOP, a nivel europeo, a pesar de que se había formulado una oposición por el riesgo de confusión con el queso romadur, por entender la Comisión Europea que no existe ningún riesgo de confusión porque son quesos bien distintos y fáciles de diferenciar tanto por su apariencia exterior como por el tipo de queso; que, en efecto, la denominación «rocamadour» designa un queso de cabra pequeño, de pasta muy blanda y corteza natural consistente en una piel estriada y ligeramente aterciopelada, de color blanco a crema, en forma de pequeño disco delgado y de un peso aproximado de 35 g; que, en cambio, la denominación «romadur» designa un queso de leche de vaca de pasta blanda, con una corteza de color amarillo pardo a rojizo, de forma por lo general rectangular o cúbica y de peso comprendido entre 80 y 180 g.
En diciembre de 2007 se publicó la solicitud de modificación de método de obtención y etiquetado de la DOP «Rocamadour».
A nivel internacional, cuenta con registro como denominación de origen, conforme al Sistema de Lisboa, ante la Organización Mundial de la Propiedad Intelectual, desde el 29 de junio de 1998.

## Elaboración
Se elabora con leche de cabra no pasteurizada. Se moldea a mano. Se deja madurar en bodegas de humedad y temperatura controladas durante 10 días para la versión fresca y 6 semanas para el rocamadour maduro. Tiene que llevar una etiqueta con tamaño mínimo de 4 centímetros, con el nombre «Rocamadour» y «Appellation d’Origine controlée», además del logotipo con la abreviatura INAO.
Con el fin de distinguir las distintas producciones, la etiqueta precisa el origen del queso. El consumidor puede así probar quesos semi-industriales que se benefician del título "artesanal" («artisanal») gracias a una etapa de producción realizada manualmente por el personal. Si prefiere probar cabécous de Rocamadour de mejor calidad, los productores locales de quesos llamados "granjeros" («fermiers») han elegido poner su fotografía y sus datos sobre las etiquetas que cubren cada cabécou. 
Producción: 808 toneladas en 2003, toda ella de leche cruda (50% fermier, esto es, de granja).

## Características
Tiene un 45% de materia grasa. Es un queso pequeño y redondeado, lo que hace que se suela comprar en bandejas de 12 piezas. Presenta su corteza natural consistente en una piel estriada ligeramente aterciopelada, de color blanco o crema; después de 10-15 días de maduración se cubre con pequeños mohos azules. La textura resulta suave, fundente y mullida. Desprende un olor caprino. Cuando están frescos son suaves, con un sutil sabor a crema y mantequilla, y un ligero regusto caprino; con la edad, el sabor es realmente fuerte y se vuelve más seco.
Su período de degustación óptima es de abril a septiembre, después de una maduración de 12 a 15 días, pero también resulta excelente de marzo a noviembre. Se puede comer caliente con aceite de nuez que produce la región, o con miel, o en ensalada, o simplemente con pan. Se recomienda tomarlo con marc, brandy hecho de ciruelas amarillas o con vinos como Gaillac (tinto o blanco), Bergerac (blanco). 